# Point zêta zéro
Cet article court présente un sujet plus développé dans : Potentiel zêta.
En chimie physique des interfaces et particulièrement en chimie des solutions colloïdales, le point zêta zéro (PZZ) correspond au potentiel zêta qui règne au plan de cisaillement.

## Source
- (pdf) La mesure du potentiel Zêta pour comprendre, stabiliser et contrôler sur sd-tech.com